# 福岡縣立大學
福岡縣立大學（ふくおかけんりつだいがく、Fukuoka Prefectural University）是位於日本福岡縣田川市的公立大學。成立於1992年，簡稱縣大。
2009年度教職員人數為教員170名、職員29名；學生人數為人類社會學部734名、看護學部393名。

## 沿革
- 1945年（昭和20年）4月 福岡縣立保健婦學校創校。
- 1952年（昭和27年）7月 福岡縣立保育專門學院創校。
- 1952年（昭和27年）9月 福岡縣立保健婦學校改編為福岡縣立保健婦養成所。
- 1954年（昭和29年）4月 福岡縣立保育專門學院改稱福岡縣立保母養成所（縣直營）。
- 1962年（昭和37年）4月 福岡縣立保健婦養成所改稱福岡縣立公眾衛生看護學校。
- 1967年（昭和42年）4月 福岡縣社會保育短期大學（保育科、社會福祉科）開校。
- 1971年（昭和46年）4月 福岡縣立公眾衛生看護學校改編為福岡縣立看護專門學校（看護婦科（進學課程）、保健婦‧助產婦科）。
- 1992年（平成4年）4月 福岡縣立大學（人類社會學部）開校。（社會保育短期大學升格）
- 1997年（平成9年）4月 大學院人類社會學研究科（碩士課程）開設。
- 2003年（平成15年）4月 看護學部開設。（看護專門學校升格‧遷移）
- 2006年（平成18年）4月 改制成立公立大學法人福岡縣立大學[3]。
- 2007年（平成19年）4月 大學院看護學研究科（碩士課程）開設。
- 2008年（平成20年）11月 福岡縣立大學看護實踐教育中心設立。
- 2009年（平成21年）4月 人類社會學部社會學科改稱公共社會學科。

## 學部‧大學院
- 人類社會學部
  - 公共社會學科
  - 社會福祉學科
  - 人類形成學科
- 看護學部
  - 看護學科
- 大學院人類社會學研究科
  - 社會福祉專攻
  - 心理臨床專攻
  - 地域教育支援專攻
- 大學院看護學研究科
  - 看護學專攻

## 國際交流
簽署合作協議學校
- 孔敬大學  泰國
- 北京中医药大学[4]  中国
- 三育大學

## 交通方式
- JR九州日田彥山線‧平成筑豊鐵道田川伊田站下車徒歩15分。
- 博多天神巴士中心搭乘大客車1小時20分至校。

## 腳注
1. ↑  2009年度資本額85億3022萬100日圓，福岡縣全額出資（福岡縣立大學 平成21年度業務実績報告書）。
2. 1 2   (PDF).   [2011-07-24]. （原始内容 (PDF)存档于2016-03-05）.
3. ↑  .   [2011-07-24]. （原始内容存档于2020-02-11）.
4. ↑  日本福冈县立大学代表团来我校访问并与我校正式签订合作协议[永久] （北京中医药大学、2009年11月24日）

## 外部連結
- 福岡縣立大學 （页面存档备份，存于）